# 凱婭·格伯
凱婭·喬丹·格伯（英語：Kaia Jordan Gerber，2001年9月3日—），美國模特兒，於2015年與IMG模特兒公司簽約。目前已與IMG公司解約，现簽在DNa公司旗下。
格伯出生於加利福尼亞州洛杉磯，父親是有犹太人血统的商人雷德·格伯（Rande Gerber），母親為超級名模辛蒂·克勞馥。她有一个哥哥，名为Presley。她居住在纽约和马里布。

## 外部連結
- Kaia Gerber的X（前Twitter）
- Kaia Gerber在互联网电影资料库（IMDb）上的資料（英文）
- 凱婭·格伯的Instagram帳戶